# ناحیه السبعین
ناحیهٔ السبعین (به عربی: مدیریة السبعین) یک ناحیه در یمن است که در صنعا واقع شده‌است. ناحیهٔ السبعین ۳۱۱٬۲۰۳ نفر جمعیت دارد.